# Карл Гале
Карл Гале (Берлин, 5. октобар 1872 — Источни Берлин, 18. април 1963) је био немачки атлетичар који се такмичио на првим Олимпијским играма 1896. у Атини.
Гале је био најнижи такмичар на Играма са 1,54 метра. Био је пријављен за трку 1.500 m и маратон. Учествовао је само у трци на 1.500 m, где је освојио четврто место од осам такмичара.
Гале је од 1894. до 1899. играо за ФК Германија из Берлина. Поред активног играња фудбала, Гале се бавио алтетиком, крикетом и тенисом. Био је телеграфски техничар. Ожењен је Идом са којом је имао петоро деце.
Поводом Олимпијских играа 1960. у Риму, путовао је као гост Националног олимпијског комитета Демократске Републике Немачке.